# وین رابسن
وین رابسن (انگلیسی: Wayne Robson؛ ۲۹ آوریل ۱۹۴۶ – ۴ آوریل ۲۰۱۱) بازیگر سینما، تلویزیون و تئاتر اهل کانادا بود.
از فیلم‌ها یا برنامه‌های تلویزیونی که وی در آن نقش داشته است، می‌توان به روباه خاکستری، مکعب، رنج، خانم سافل، دولورس کلیبورن، قلب‌های ربوده‌شده، بزرگ‌راه ۶۰، گیرافتاده و نزاع هارلن کانتی اشاره کرد. 
وی در سال ۲۰۱۱ بر اثر حمله قلبی درگذشت. از این بازیگر یک فرزند پسر و یک فرزند دختر به یادگار مانده است.